# Rue Fritz Toussaint
La rue Fritz Toussaint est une rue bruxelloise située sur la commune d'Ixelles. Elle est connue pour être le siège de la Police fédérale de Belgique.
Elle doit son nom au peintre, collectionneur et mécène Fritz Toussaint, qui était le beau-frère du célèbre architecte Joseph Poelaert époux de sa sœur Léonie Toussaint.